# Coupe de France féminine de water-polo 2023
Navigation
2022 2024
Le Trophée Alice Milliat (Coupe de France de water-polo) est la 2e édition du Trophée Alice Milliat (et la 6e édition de la Coupe de France féminine de water-polo), compétition à élimination directe mettant aux prises les 4 meilleurs clubs de water-polo du Championnat de France Elite à la mi-saison.

## Phase finale
|  | Demi-finales                              | Demi-finales                              |                        |    | Finale                                  | Finale                                  |
|  | Demi-finales                              | Demi-finales                              |                        |    | Finale                                  | Finale                                  |
|  |                                           |                                           |                        |    |                                         |                                         |
|  | vendredi 28 janvier 2023, Aix-en-Provence | vendredi 28 janvier 2023, Aix-en-Provence |                        |    | samedi 29 janvier 2023, Aix-en-Provence | samedi 29 janvier 2023, Aix-en-Provence |
|  | vendredi 28 janvier 2023, Aix-en-Provence | vendredi 28 janvier 2023, Aix-en-Provence |                        |    | samedi 29 janvier 2023, Aix-en-Provence | samedi 29 janvier 2023, Aix-en-Provence |
|  | Olympic Nice Natation                     | 11                                        |                        |    | samedi 29 janvier 2023, Aix-en-Provence | samedi 29 janvier 2023, Aix-en-Provence |
|  | Olympic Nice Natation                     | 11                                        |                        |    | samedi 29 janvier 2023, Aix-en-Provence | samedi 29 janvier 2023, Aix-en-Provence |
|  | Mulhouse Water-Polo                       | 12                                        |                        |    | samedi 29 janvier 2023, Aix-en-Provence | samedi 29 janvier 2023, Aix-en-Provence |
|  | Mulhouse Water-Polo                       | 12                                        | Mulhouse Water-Polo    | 7  |                                         |                                         |
|  | vendredi 28 janvier 2023, Aix-en-Provence |                                           | Mulhouse Water-Polo    | 7  |                                         |                                         |
|  |                                           | Lille Métropole Water-Polo                | 11                     |    |                                         |                                         |
|  | Lille Métropole Water-Polo                | Lille Métropole Water-Polo                | 11                     | 13 |                                         |                                         |
|  | Lille Métropole Water-Polo                |                                           |                        | 13 |                                         |                                         |
|  | ASPTT Nancy                               | 6                                         |                        |    |                                         |                                         |
|  | ASPTT Nancy                               | 6                                         | Match pour la 3e place |    |                                         |                                         |
|  |                                           |                                           |                        |    |                                         |                                         |
|  | samedi 29 janvier 2023, Aix-en-Provence   |                                           |                        |    |                                         |                                         |
|  |                                           |                                           |                        |    |                                         |                                         |
|  | Olympic Nice Natation                     | 7                                         |                        |    |                                         |                                         |
|  | Olympic Nice Natation                     | 7                                         |                        |    |                                         |                                         |
|  | ASPTT Nancy                               | 10                                        |                        |    |                                         |                                         |
|  | ASPTT Nancy                               | 10                                        |                        |    |                                         |                                         |